# Millionaire (canción de Plastilina Mosh)
Millionaire (En español: Millonario) es una canción interpretado por el grupo explícito de origen mexicano Plastilina Mosh, incluido por el álbum Tasty + B Sides fue publicado el 16 de mayo de 2006. La canción utiliza un largo sample del chiptune original "Blasphemy" compuesto por Juha-Matti Hilpinen (AMJ) realizado en una consola Commodore 64.

## Vídeo musical
Este vídeo fue introducida con la animación en 3D, en formato de alta definición realizada en 2005. El vídeo comienza cuando un robot gigante destruye toda la ciudad, unos militares destruyen al robot gigante hasta que dejó destruido, en especial al caerse su brazo izquierdo.

## Curiosidades
- Este vídeo fue introducida con la animación en 3D en formato de alta definición realizada en 2005.
- Cabe destacar que este vídeo musical fue visto en todo público en ese tiempo en especial los canales de televisión como Ritmoson, MTV Latinoamérica y Telehit. Varios jóvenes menores de edad estaban viendo el vídeo musical, a los principios de septiembre de 2019, el sitio oficial de YouTube, varios usuarios mencionaron que ese vídeo musical fue visto desde la niñez.
  - También el video musical apareció en VH1 Latinoamérica el 17 de octubre de 2016 en el bloque de Old is Cool. La última aparición que se emitió fue el 2 de agosto de 2020 por el mismo bloque. dos meses antes que el canal latinoamericana cerrara sus transmisiones para dar paso a la versión europea el 7 de octubre de ese año.
- En junio de 2024, el vídeo oficia cuenta con más de 8.42 millones de reproducciones.

- Datos: Q19574967